# Anny Rüegg
Anny Rüegg (ur. 1912 w Chur, zm. 1 maja 2011 w Zurychu) – szwajcarska narciarka alpejska, pięciokrotna medalistka mistrzostw świata. 
Wzięła udział w mistrzostwach świata w Innsbrucku w 1933 roku, gdzie zajęła 20. miejsce w zjeździe, 25. w slalomie i 20. w kombinacji. Na rozgrywanych rok później mistrzostwach świata w Sankt Moritz wywalczyła złoty medal w zjeździe. Została tym samym pierwszą w historii reprezentantką Szwajcarii, która została mistrzynią świata w tej konkurencji. Wyprzedziła tam dwie reprezentantki III Rzeszy: Christl Cranz i Lisę Resch. Dzień później zajęła szesnaste miejsce w slalomie, w kombinacji jednak wywalczyła brązowy medal. Wyprzedziły ją tylko Cranz i Resch. Brała też udział w mistrzostwach świata w Mürren w 1935 roku, stając na podium we wszystkich konkurencjach, Najpierw zwyciężyła w slalomie, wyprzedzając Cranz i jej rodaczkę - Käthe Grasegger. Następnie była trzecia w zjeździe, za Cranz i Hadwig Pfeifer z III Rzeszy. Ponadto w kombinacji zdobyła srebrny medal, plasując się za Cranz a przed Grasegger.
Znalazła się w kadrze Szwajcarii na igrzyska olimpijskie w Garmisch-Partenkirchen w 1936 roku, jednak w zawodach ostatecznie nie wystartowała.
Była dwukrotną mistrzynią Szwajcarii: w slalomie (1935) i kombinacji (1935) oraz mistrzynią Austrii w kombinacji (1935).
Była ciotką Yvonne Rüegg.

## Osiągnięcia

### Igrzyska olimpijskie
| Miejsce | Dzień    | Rok  | Miejscowość            | Konkurencja | Czas biegu | Strata | Zwyciężczyni  |
| ------- | -------- | ---- | ---------------------- | ----------- | ---------- | ------ | ------------- |
| DNS     | 8 lutego | 1936 | Garmisch-Partenkirchen | Kombinacja  | 97,06 pkt  | -      | Christl Cranz |

### Mistrzostwa świata
| Miejsce | Dzień     | Rok  | Miejscowość  | Konkurencja | Wynik       | Strata      | Zwyciężczyni           |
| ------- | --------- | ---- | ------------ | ----------- | ----------- | ----------- | ---------------------- |
| 20.     | 8 lutego  | 1933 | Innsbruck    | Zjazd       | 6:49,4      | +2,11,0     | Inge Wersin-Lantschner |
| 25.     | 10 lutego | 1933 | Innsbruck    | Slalom      | 2:10,4      | +1:22,5     | Inge Wersin-Lantschner |
| 20.     | 10 lutego | 1933 | Innsbruck    | Kombinacja  | 100,000 pkt | -32,190 pkt | Inge Wersin-Lantschner |
| 1.      | 15 lutego | 1934 | Sankt Moritz | Zjazd       | 5:38,0      | -           | -                      |
| 18.     | 16 lutego | 1934 | Sankt Moritz | Slalom      | 1:57,0      | +19,6       | Christl Cranz          |
| 3.      | 16 lutego | 1934 | Sankt Moritz | Kombinacja  | 99,62 pkt   | -6,80 pkt   | Christl Cranz          |
| 1..     | 22 lutego | 1935 | Mürren       | Slalom      | 2:23,2      | -           | -                      |
| 3.      | 23 lutego | 1935 | Mürren       | Zjazd       | 3:27,2      | +4,0        | Christl Cranz          |
| 2.      | 23 lutego | 1935 | Mürren       | Kombinacja  | 99,21 pkt   | –0,17 pkt   | Christl Cranz          |